# Ankkapurha
Ankkapurha ou Anjalankoski est un rapide du fleuve Kymijoki situé entre Anjala et  Inkeroinen a Kouvola en Finlande. 

## Description
La première scierie de la vallée de la Kymi a été établie sur la rive Est d'Ankkapurha en 1872. La cartonnerie de Tampella conçue par AM Hedbäck a été construite sur la rive des rapides Anjalakoski en 1887. L'usine de carton a été reconstruite en 1921-1922. En même temps, une nouvelle centrale hydroélectrique a été construite, dont les concepteurs étaient Sigurd Frosterus et Ole Gripenberg. 
Sur la rive Est d'Ankkapurha se trouve la papeterie de Stora Enso.
De nos jours, Ankkapurha est exploitée pour la production d'électricité. Les puissances des centrales électriques d'Anjalankoski (construite en 1922) et d'Inkeroinen (construite en 1922, rénovée en 1994) appartenant à Kemijoki Oy sont de 22,7 MW et 17,0 MW. La production annuelle d'électricité est de 130 et 80 GWh. La hauteur de chute des centrales électriques est de 9,7 mètres.
Le musée industriel d'Ankkapurha est situé à proximité du rapide. Le musée est construit autour de la première machine à carton Füllner à fonctionnement continu de Finlande datant de 1897. Le musée expose également les générateurs originaux de la centrale hydroélectrique voisine construite dans les années 1920.
En 1867, le peintre Ferdinand von Wright a immortalisé le paysage d'Ankkapurha dans sa peinture à l'huile Anjalankoski exposée à la galerie nationale de Finlande. 

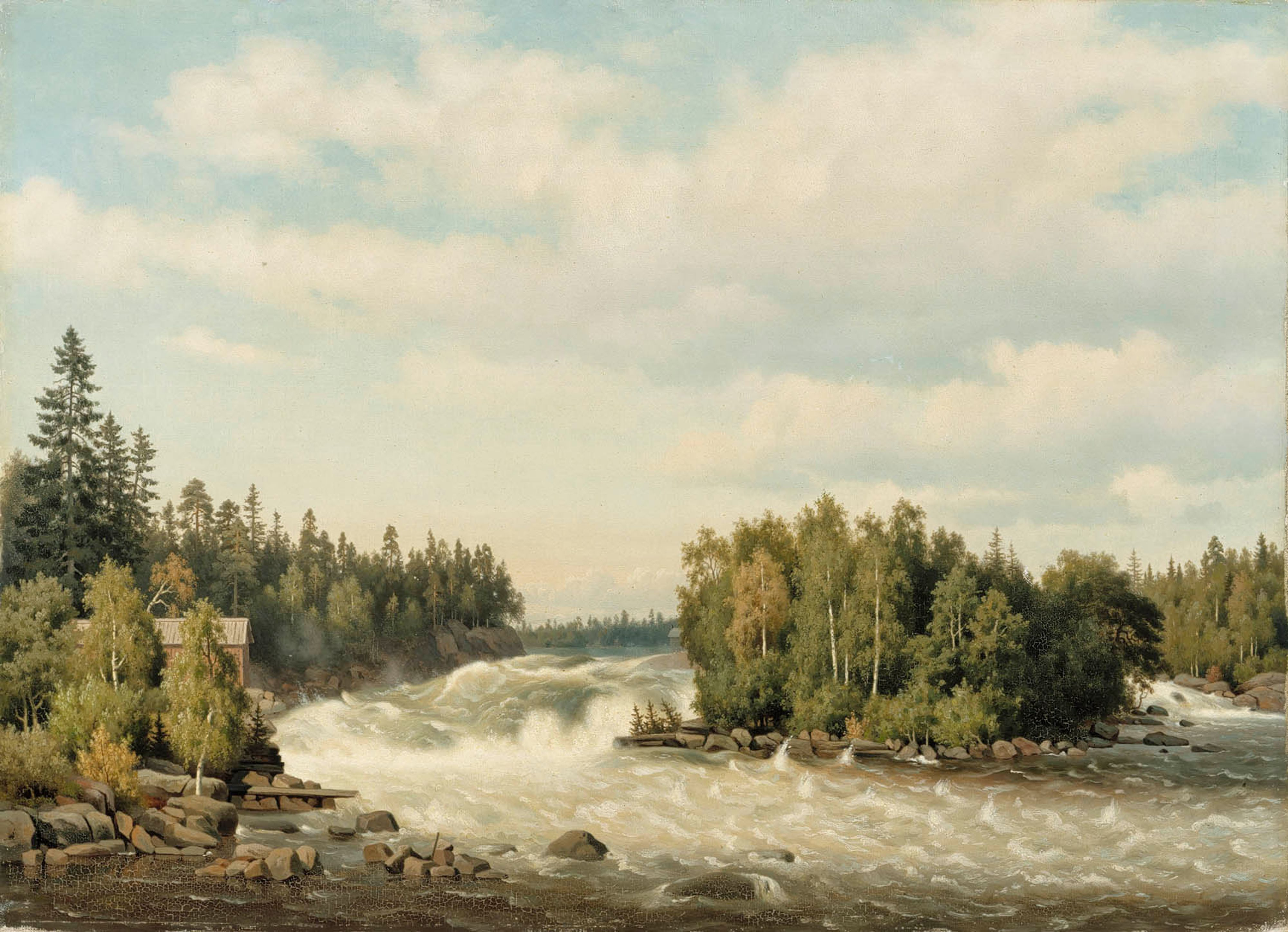
Anjalankoski de Ferdinand von Wright

Sur la rive ouest d'Ankkapurha se trouve le manoir d'Anjala, qui a servi de musée jusqu'en 2012. Auparavant, le manoir appartenait à la Famille Wrede af Elimä.
Les traces d’une colonie de l'âge de pierre a été découverte sur la rive Est d'Ankkapurha, qui remonte au début de l'époque de la culture de la céramique au peigne.

## Galerie

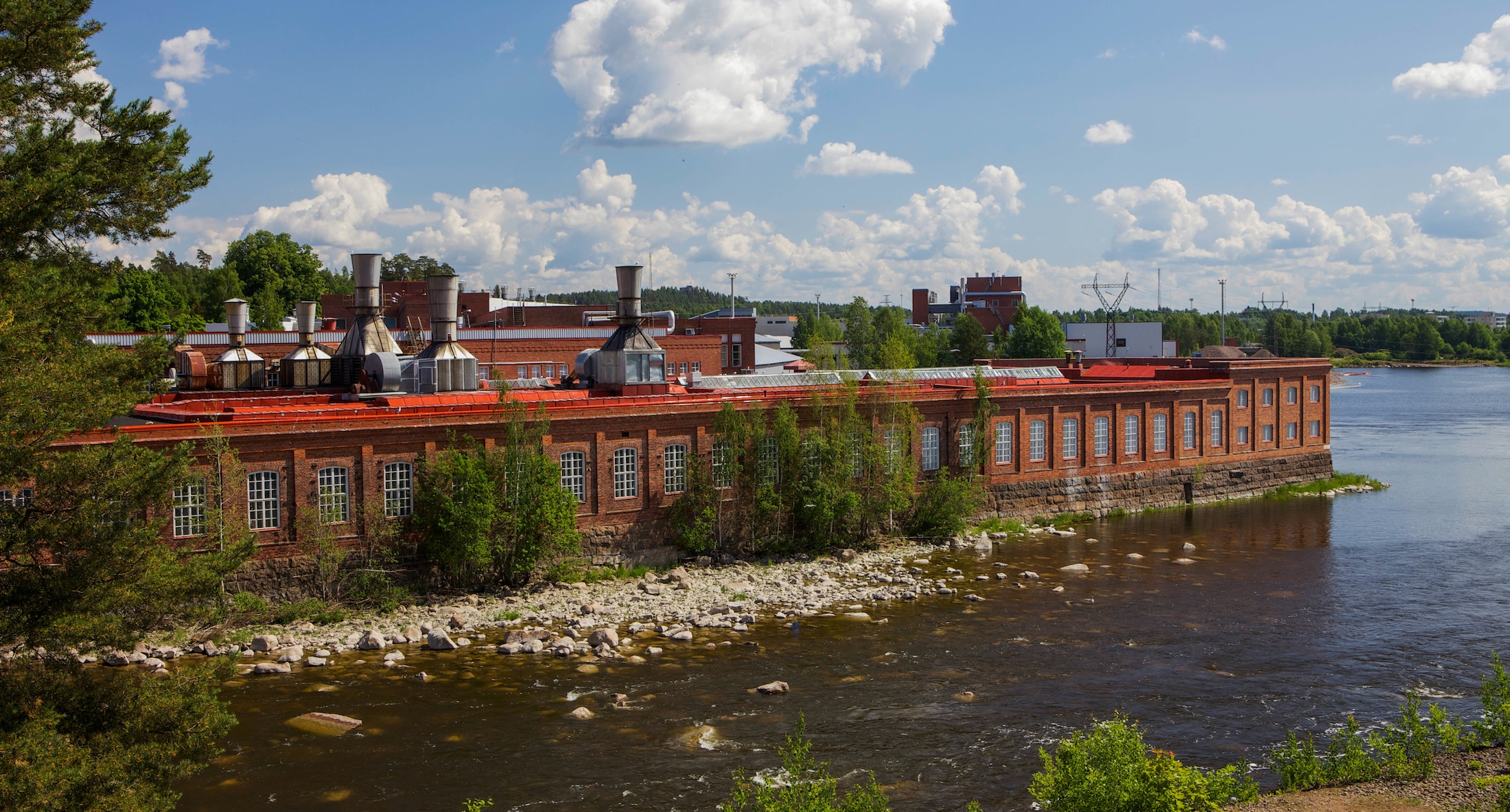
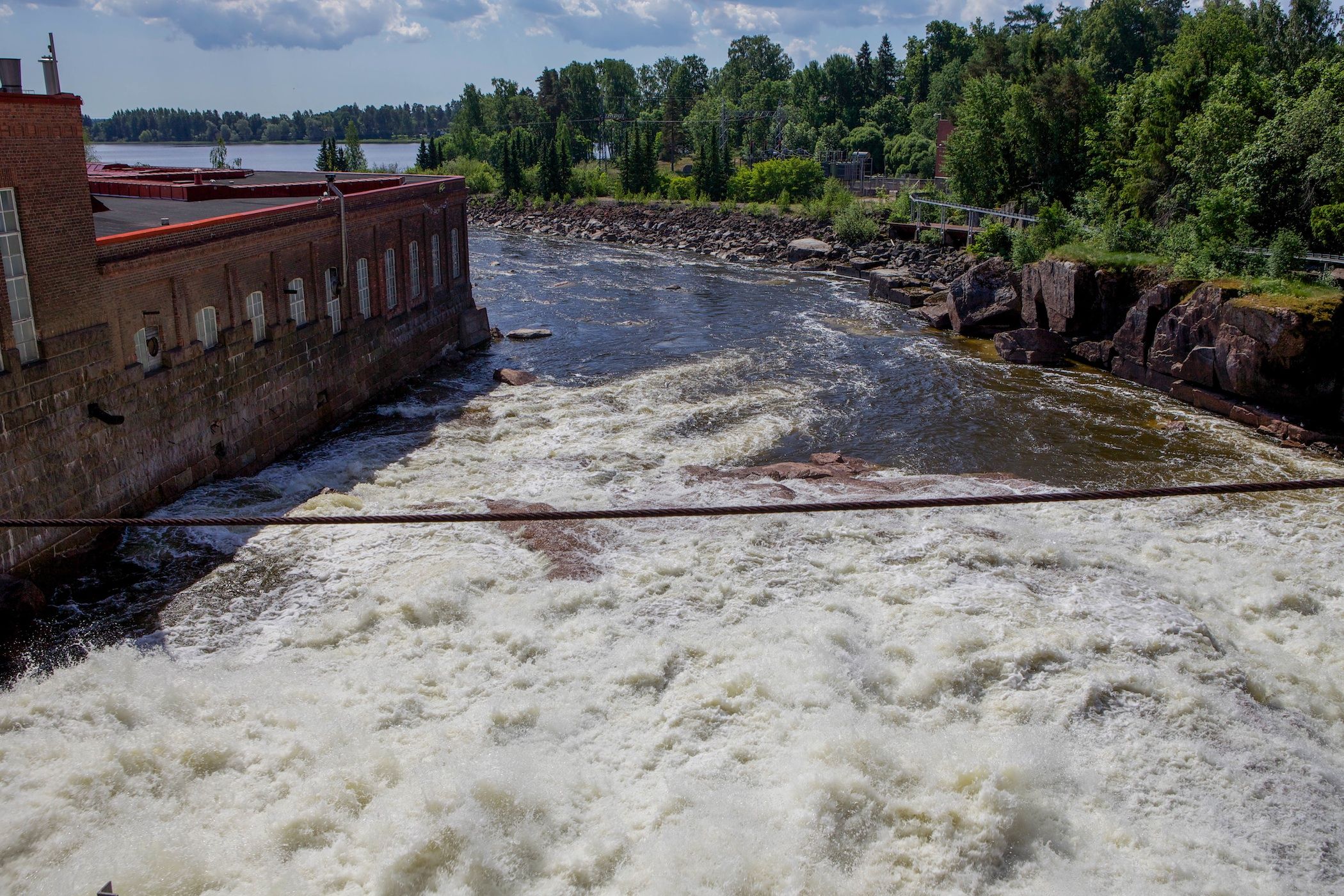